# Proteína fosfatasa 2A
La proteína fosfatasa 2A (PP2A) es una fosfoproteína fosfatasa (PPP) del grupo de las proteína serina/treonina fosfatasas presente ubicuamente en las células eucarióticas regulando muchas funciones celulares. Junto con la proteína fosfatasa 1 cataliza la mayor parte de las reacciones de desfosforilación de docenas de fosfoproteínas celulares, contrarrestando la acción de más de 500 proteína quinasas.
La PP2A es uno de los miembros más complejos de la familia PPP; regula procesos  fisiológicos tales como la estabilización neuronal, la función del músculo cardíaco y el ciclo celular. Por otro lado, está implicada en muchas enfermedades humanas tales como la enfermedad de Alzheimer, enfermedades cardíacas y el cáncer.
Pertenece a la clase PP2A de las fosfoproteína fostatasas, EC 3.1.3.16. Este grupo de enzimas eliminan el grupo fosfato unido a un aminoácido serina o treonina de un amplio rango de fosfoproteínas incluyendo algunas enzimas que han sido fosforiladas bajo la acción de una kinasa. Son muy importantes en el control de eventos intracelulares en células eucariotas.

## Estructura

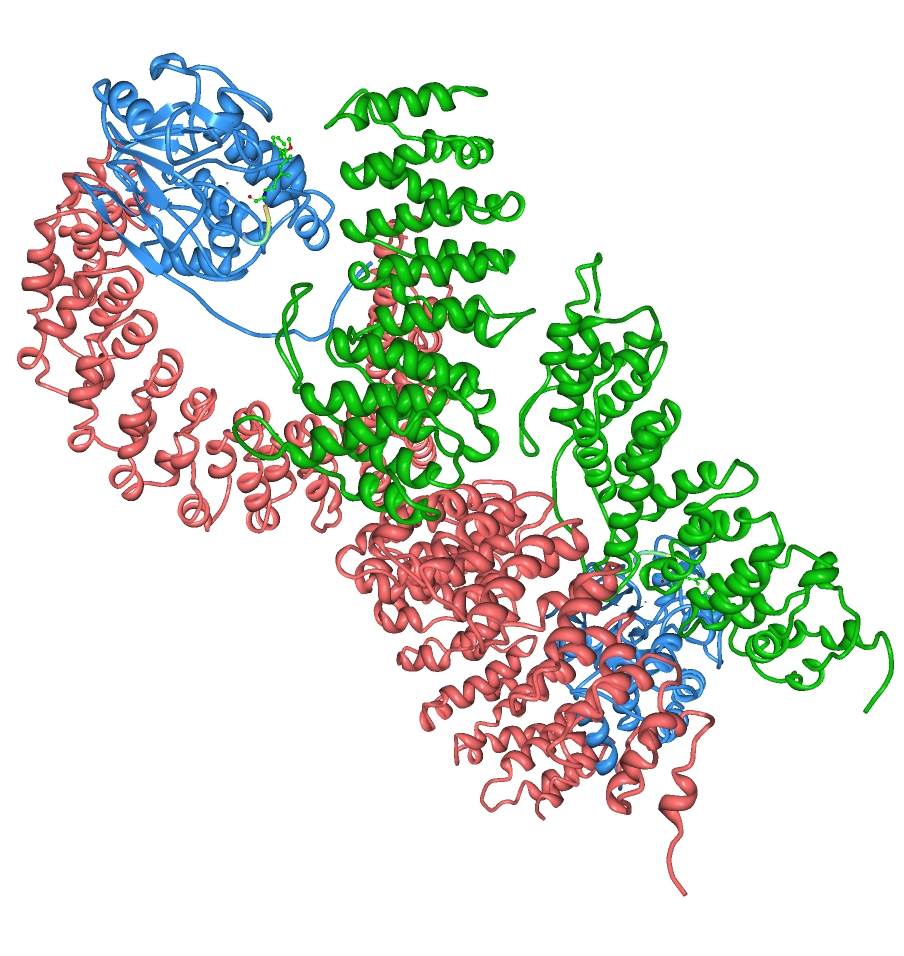
Estructura 3D de la Proteína fosfatasa 1 (PPP1C) humana isoforma gamma. PDB 2IAE. En rojo se muestran las subunidades reguladoras de 65 kDA. En verde se muestran las subunidades reguladoras de 56 kDa. En azul se muestran las subunidades catalíticas.

Se une a un ion hierro y un ion manganeso por unidad. La PPP2C consiste en un núcleo heterodimérico compuesto de una subunidad C catalítica de 36kDa y una subunidad A reguladora de 65 kDa constante (PPP2R1B) que se asocia con una variedad de subunidades reguladoras. Las proteínas que se asocian con el dímero núcleo incluyen:
- Tres familias de subunidades B reguladoras (R2/B/PR55/B55, R3/B"/PR72/PR130/PR59 y R5/B'/B56).
- Subunidad reguladora de 48 kDa variable
- Proteínas virales.
- Moléculas de señalización de la célula.
Interacciona con la NXN (proteína-disulfuro reductasa).

### Isoformas
La localización celular de la enzima es el citoplasma. Es reversiblemente carboxi metilada en Leu-309, proceso que se realiza durante el montaje de la holoenzima. Existen dos isoformas de las subunidades catalíticas, PPP2CA y PPP2CB, ambas de 309 AA.

## Función
La PPP2C puede modular la actividad de la fosforilasa B kinasa caseína kinasa 2, S6 kinasa mitógeno estimulada y MAP-2 kinasa. Puede defosforilar la TP53 y el T-antígeno SV40 grande, este último preferentemente en los residuos serina 120, 123, 677 y quizás 679.